# Jultagi
El jultagi es un espectáculo tradicional de funambulismo sobre cuerda floja de Corea que existe desde el periodo Goryeo (918-1392). «El Jultagi, andadura sobre cuerda floja» fue inscrito en 2011 por la Unesco en el listado del patrimonio cultural inmaterial de la humanidad.

## Características
El jultagi se desarrolla al aire libre y dura toda una tarde. El funámbulo, llamado jul gwangdae, es acompañado por músicos y por un payaso en el suelo que le da la réplica o responde a sus preguntas.
El jultagi comporta una cuarentena de técnicas de trabajo de la cuerda como rebotar sobre la cuerda, dar volteretas y saltos mortales y sentarse con las piernas cruzadas sobre la cuerda. Entre acrobacias, el funámbulo hace bromas y canta canciones.